# Georgeta Anghel
Georgeta Anghel (n. 1940, Priboieni, România – d. 20 mai 2006, București, România) a fost o cântăreață română de muzică populară din Muntenia.

## Biografie
Primele cântece populare le-a învățat de la bunica sa Mița Pârjoi – de exemplu „Balada șarpelui” și „Doina Rucărului”.
În anul 1951 Georgeta Anghel a câștigat un concurs al tinerilor interpreți, iar doi ani mai târziu a obținut atestatul de artist profesionist. A colaborat cu orchestrele „Doina Argeșului”, „Flacăra Prahovei” și „Barbu Lăutaru”. De asemenea, a avut turnee în Anglia, Belgia, Germania, Austria etc.

## Repertoriu
Repertoriul Georgetei Anghel este în mare măsură cules de către artistă; paleta sa repertorială include cântece autentice din Argeș și partea de nord a Olteniei.
A abordat cântecul lăutăresc și, la recomandarea cântăreței române de muzică populară și romanțe Ioana Radu și a dirijorului Victor Predescu, s-a apropiat și de romanță.
A mai lansat numeroase piese de folclor autentic românesc: „Neicuță, de-atâta dor”, „Ce făcui, mă însurai”, „Mă culcai s-adorm, s-adorm”, „Puișor de la Tismana”, „De la Cărbunești la vale”, „Ce mai tare bate vântul”, „Lângă Turnu-Severin”, „Balada șarpelui” etc. 

În anul 1999 Georgeta Anghel a participat în calitate de invitată la concertul aniversar al interpretei Ileana Constantinescu de la Sala Radio din București, alături de alți mari interpreți români de muzică populară precum Angela Moldovan, Viorica Flintașu, Angela Buciu, Elisabeta Ticuță, Mioara Pitulice, Ștefania Stere, Elisabeta Turcu, Vasile Zidaru, Rodica Anghelescu, Ioan Chirila, Olga Stanescu, Ileana Domuta Mastan. În cadrul acestui concert, etnomuzicologul român Gruia Stoia o prezenta astfel pe Georgeta Anghel:
„o interpretă care vine din zona Argeșului, dar situată la interferența cu Oltenia și care a cântat de-a lungul întregii sale cariere cântece din ambele zone, atât din Argeș-Muscel, cât și din Oltenia alăturată” 